# Onezym (Fiestinatow)
Onezym, imię świeckie: Siergiej Nikołajewicz Fiestinatow (ur. 9 kwietnia?/21 kwietnia 1890 w Bulukowie, zm. 31 października 1970 we Włodzimierzu) – rosyjski biskup prawosławny.

## Życiorys
Urodził się w wielodzietnej rodzinie kapłana prawosławnego. W 1910 ukończył seminarium duchowne we Włodzimierzu i podjął pracę nauczyciela, katechety i pomocnika misjonarza w guberni włodzimierskiej. Wykonywał ją przez dwa lata. Następnie 1 sierpnia 1913 został wyświęcony na diakona przez arcybiskupa włodzimierskiego i suzdalskiego Mikołaja. Ten sam hierarcha 6 sierpnia 1913 wyświęcił go na kapłana. Początkowo służył w cerkwi Chrystusa Zbawiciela we Włodzimierzu, następnie w cerkwi w Zastriebiu, gdzie był proboszczem od 1930. Po tej dacie, a przed 1943, był więziony w ramach represji wymierzonych przez władze stalinowskie w duchowieństwo prawosławne i spędził 10 lat w więzieniach.
W 1943 został dziekanem cerkwi w rejonach sabińskim, kowrowskim, seliwańskim i guś-chrustalskim (obwód włodzimierskich). W 1944 wierni katedralnego soboru we Włodzimierzu wybrali go na proboszcza działającej przy nim parafii; wybór ten potwierdził patriarcha Sergiusz.
25 sierpnia 1944 złożył wieczyste śluby mnisze przed metropolitą leningradzkim i nowogrodzkim Aleksym i przyjął imię Onezym. Dwa dni później został wyświęcony na biskupa włodzimierskiego i suzdalskiego. W jego chirotonii jako konsekratorzy wzięli udział metropolita leningradzki Aleksy, metropolita kruticki Mikołaj, biskup taszkencki i Azji Środkowej Cyryl.
Uczestniczył w Soborze Lokalnym Rosyjskiego Kościoła Prawosławnego w 1945. W 1956 otrzymał godność arcybiskupa, pozostając na katedrze włodzimierskiej, urząd ten sprawował do końca życia. W czasie zainicjowanych przez Nikitę Chruszczowa nowych prześladowań Cerkwi zdołał maksymalnie ograniczyć liczbę zamykanych w swojej eparchii cerkwi.
Odznaczony medalem "Za dzielną pracę w Wielkiej Wojnie Ojczyźnianej".